# Gare de Kapelle-op-den-Bos
La gare de Kapelle-op-den-Bos (en néerlandais : station Kapelle-op-den-Bos) est une gare ferroviaire belge de la ligne 53, de Schellebelle à Louvain, située sur le territoire de la commune de Kapelle-op-den-Bos, dans la province du Brabant flamand en Région flamande.
Elle est mise en service en 1837 par l'administration des chemins de fer de l'État belge. C'est un arrêt sans personnel de la Société nationale des chemins de fer belges (SNCB) desservi par des trains Omnibus (L) et Heure de pointe (P).

## Situation ferroviaire
Établie à 11 mètres d'altitude, la gare de Kapelle-op-den-Bos est située au point kilométrique (PK) 31,277 de la Ligne 53, de Schellebelle à Louvain, entre les gares ouvertes de Londerzeel et de Malines.

## Historique

### Histoire
La « station de Capellen », également appelée « Cappelle-au-Bois », est mise en service le 2 janvier 1837 par l'administration des chemins de fer de l'État belge, lorsqu'elle ouvre à l'exploitation la section de Malines à Termonde.

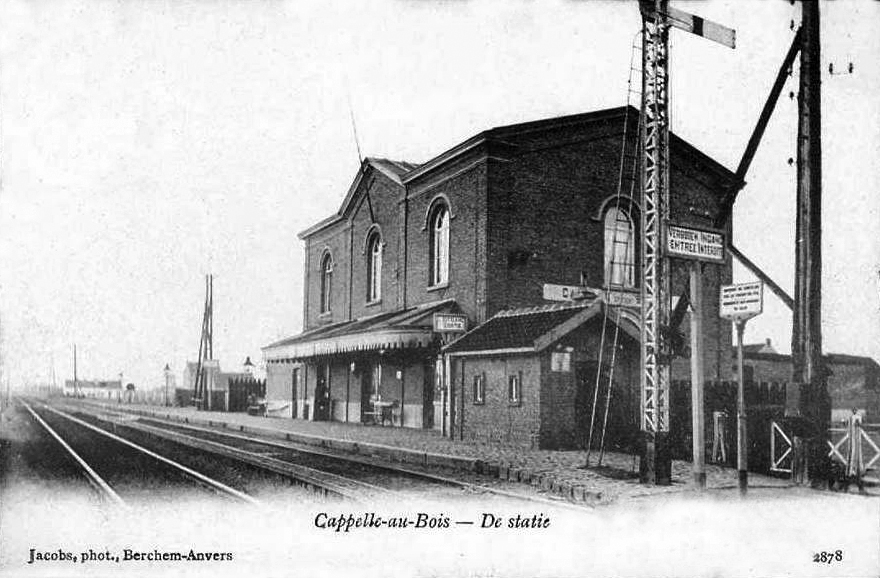
La gare vers 1900.

En 1855, l'agrandissement de l'emprise et la construction d'un bâtiment des recettes sont déclarés d'utilité publique. Les installations de la « halte de Cappelle-au-Bois » étant insuffisantes aux besoins du trafic. 
En 1896, la gare est ouverte à tous les transports.
Le premier bâtiment des recettes fut démoli autour de 1900 et remplacé par une gare de plan type 1895. Elle possédait aussi une halle à marchandises.
Le 23 mai 1993, la gare perd son guichet et devient un simple arrêt non géré. Le bâtiment fut démoli à une date inconnue, peut-être lorsque la ligne fut surélevée sur un remblai.

### Nom de la gare
Suivant les auteurs et les époques, la dénomination de la gare est variable et évolue : « Capellen » ou « Cappellen » ; « Capelle » ou « Cappelle » ; « Capelle au bois » ou « Cappelle-au-Bois » ; elle devient officiellement « Cappellen-au-Bois » par la circulaire du 2 novembre 1855, pour éviter la confusion avec Cappellen près d'Anvers ; en 1896 « Cappelle-au-Bois » ou « Capellen-op-den-Bosch » ; le 1er février 1938 « Capelle-op-den-Bosch » devient « Kapelle-op-den-Bosch » ; le 14 mai 1955 « Kapelle-op-den-Bosch » devient « Kapelle-op-den-Bos ».

## Service des voyageurs

### Accueil
Halte SNCB, c'est un point d'arrêt non géré (PANG) à accès libre.
La traversée des voies et le passage d'un quai à l'autre s'effectuent en empruntant les escaliers d'accès et la Spoorwegstraat ou la Verbindingsweg jusqu'à la Stationsstraat qui permet le passage sous les voies.

### Desserte
Kapelle-op-den-Bos est desservie par des trains Omnibus (L), et d'heure de pointe (P) de la SNCB qui effectuent des missions sur la ligne commerciale 53 (Malines - Gand) (voir brochure SNCB de la ligne 53).
En semaine, la desserte régulière est constituée de trains L entre Malines et Zeebrugge-Dorp (ou Zeebrugge-Strand pendant les vacances) renforcés aux heures de pointe par :
- un unique train P de Termonde à Malines, le matin (dans l'autre sens vers midi) ;
- deux trains P Termonde - Louvain et un train Louvain - Termonde, le matin ;
- deux trains P Louvain - Termonde et un train Termonde - Louvain l’après-midi.

Les week-ends et jours fériés, la desserte ne comprend que des trains L entre Malines et Courtrai, cadencés à l'heure.

### Intermodalité
Un parc pour les vélos et un parking pour les véhicules y sont aménagés.

## Comptage voyageurs
Ce graphique et tableau montre le nombre de voyageurs embarquant en moyenne durant la semaine, le samedi et le dimanche.
| Nombre de passagers qui embarquent à la gare de Kapelle-op-den-Bos | Nombre de passagers qui embarquent à la gare de Kapelle-op-den-Bos | Nombre de passagers qui embarquent à la gare de Kapelle-op-den-Bos | Nombre de passagers qui embarquent à la gare de Kapelle-op-den-Bos |
|                                                                    | Semaine                                                            | Samedi                                                             | Dimanche                                                           |
| ------------------------------------------------------------------ | ------------------------------------------------------------------ | ------------------------------------------------------------------ | ------------------------------------------------------------------ |
| 1977                                                               | 559                                                                | 54                                                                 | 3                                                                  |
| 1978                                                               | 572                                                                | 53                                                                 | 2                                                                  |
| 1979                                                               | 602                                                                | 53                                                                 | 9                                                                  |
| 1980                                                               | 598                                                                | 61                                                                 | 18                                                                 |
| 1981                                                               | 476                                                                | 28                                                                 | 16                                                                 |
| 1982                                                               | 433                                                                | 28                                                                 | 19                                                                 |
| 1983                                                               | 488                                                                | 40                                                                 | 17                                                                 |
| 1984                                                               | 500                                                                | 34                                                                 | 40                                                                 |
| 1985                                                               | 600                                                                | 38                                                                 | 35                                                                 |
| 1986                                                               | 530                                                                | 33                                                                 | 45                                                                 |
| 1987                                                               | 400                                                                | 42                                                                 | 35                                                                 |
| 1988                                                               | 420                                                                | 51                                                                 | 43                                                                 |
| 1989                                                               | 380                                                                | 43                                                                 | 29                                                                 |
| 1990                                                               | 445                                                                | 50                                                                 | 33                                                                 |
| 1991                                                               | 390                                                                | 51                                                                 | 45                                                                 |
| 1992                                                               | 456                                                                | 49                                                                 | 49                                                                 |
| 1993                                                               | 568                                                                | 54                                                                 | 42                                                                 |
| 1994                                                               | 469                                                                | 61                                                                 | 72                                                                 |
| 1995                                                               | 473                                                                | 88                                                                 | 77                                                                 |
| 1996                                                               | 503                                                                | 87                                                                 | 69                                                                 |
| 1997                                                               | 435                                                                | 88                                                                 | 74                                                                 |
| 1998                                                               | 420                                                                | 121                                                                | 106                                                                |
| 1999                                                               | 433                                                                | 118                                                                | 90                                                                 |
| 2000                                                               | 394                                                                | 94                                                                 | 109                                                                |
| 2001                                                               | 436                                                                | 101                                                                | 118                                                                |
| 2002                                                               | 425                                                                | 108                                                                | 118                                                                |
| 2003                                                               | 446                                                                | 110                                                                | 120                                                                |
| 2004                                                               | 423                                                                | 88                                                                 | 118                                                                |
| 2005                                                               | 487                                                                | 118                                                                | 120                                                                |
| 2006                                                               | 476                                                                | 122                                                                | 162                                                                |
| 2007                                                               | 572                                                                | 128                                                                | 166                                                                |
| 2008                                                               | -                                                                  | -                                                                  | -                                                                  |
| 2009                                                               | 416                                                                | 410                                                                | 160                                                                |
| 2010                                                               | -                                                                  | -                                                                  | -                                                                  |
| 2011                                                               | -                                                                  | -                                                                  | -                                                                  |
| 2012                                                               | 462                                                                | 139                                                                | 217                                                                |
| 2013                                                               | 437                                                                | 126                                                                | 173                                                                |
| 2014                                                               | 491                                                                | 164                                                                | 184                                                                |
| 2015                                                               | 376                                                                | 102                                                                | 117                                                                |
| 2016                                                               | 352                                                                | 137                                                                | 196                                                                |
| 2017                                                               | 379                                                                | 123                                                                | 128                                                                |
| 2018                                                               | 401                                                                | 173                                                                | 159                                                                |
| 2019                                                               | 452                                                                | 144                                                                | 140                                                                |
| 2020                                                               | 235                                                                | 125                                                                | 120                                                                |
| 2021                                                               | -                                                                  | -                                                                  | -                                                                  |
| 2022                                                               | 522                                                                | 199                                                                | 220                                                                |
| 2023                                                               | 584                                                                | 202                                                                | 184                                                                |
| 2024                                                               | 438                                                                | 130                                                                | 166                                                                |

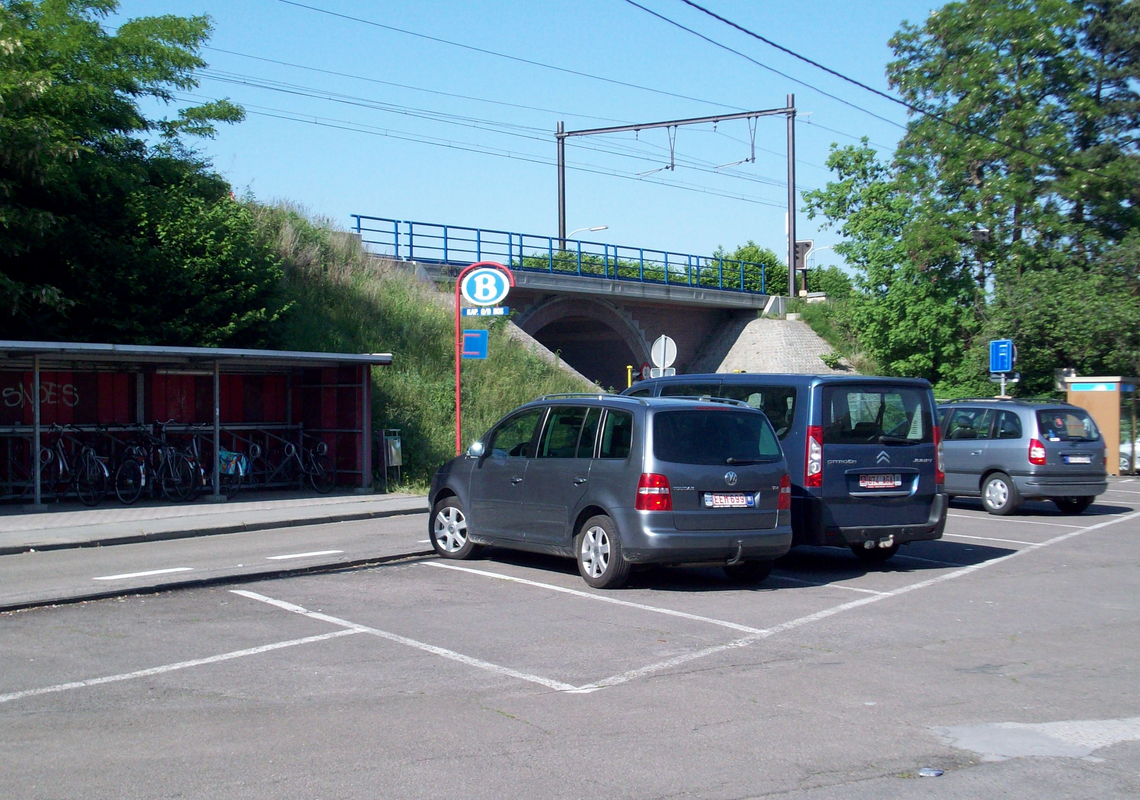
Parking.
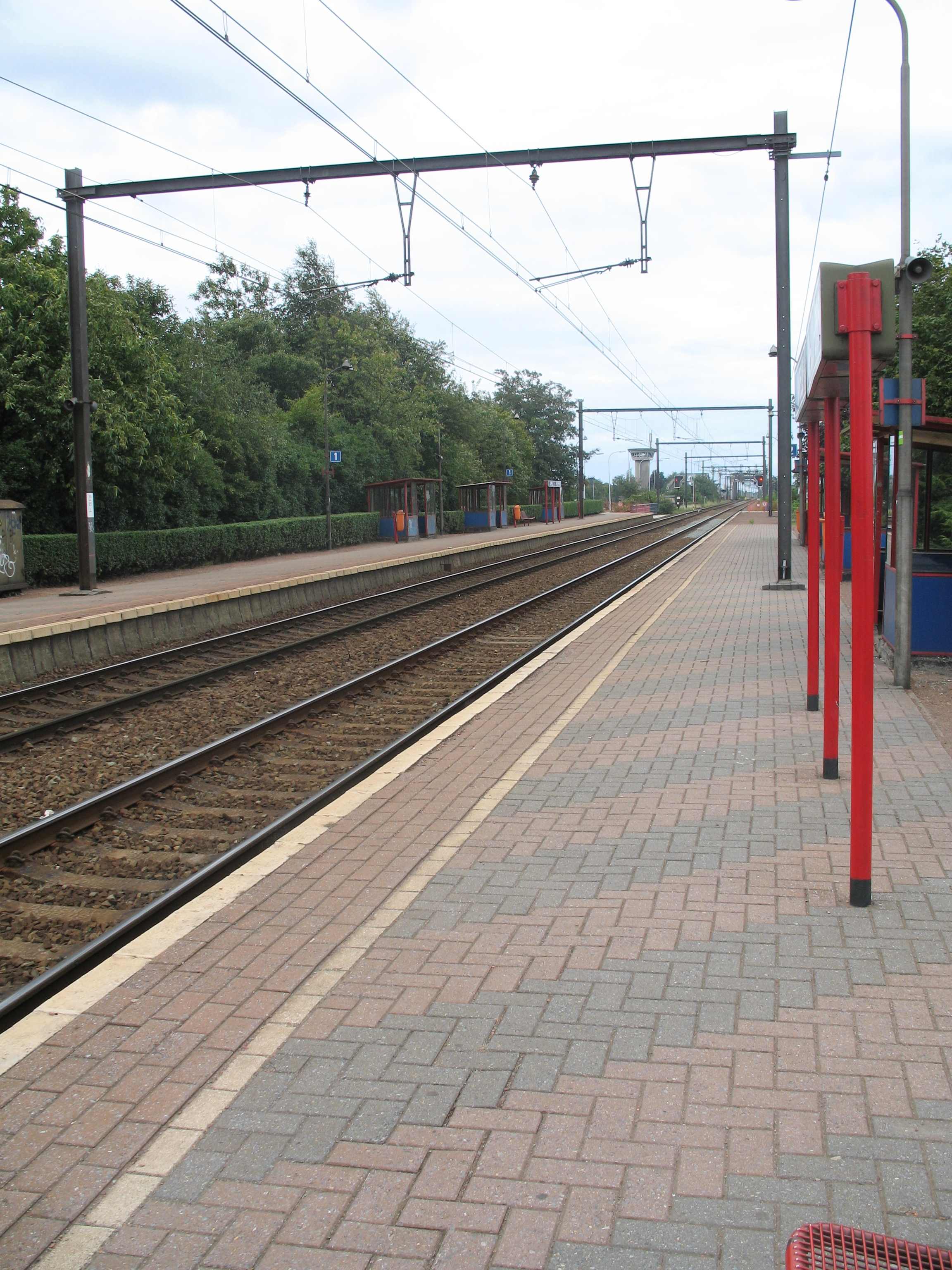
Quais.
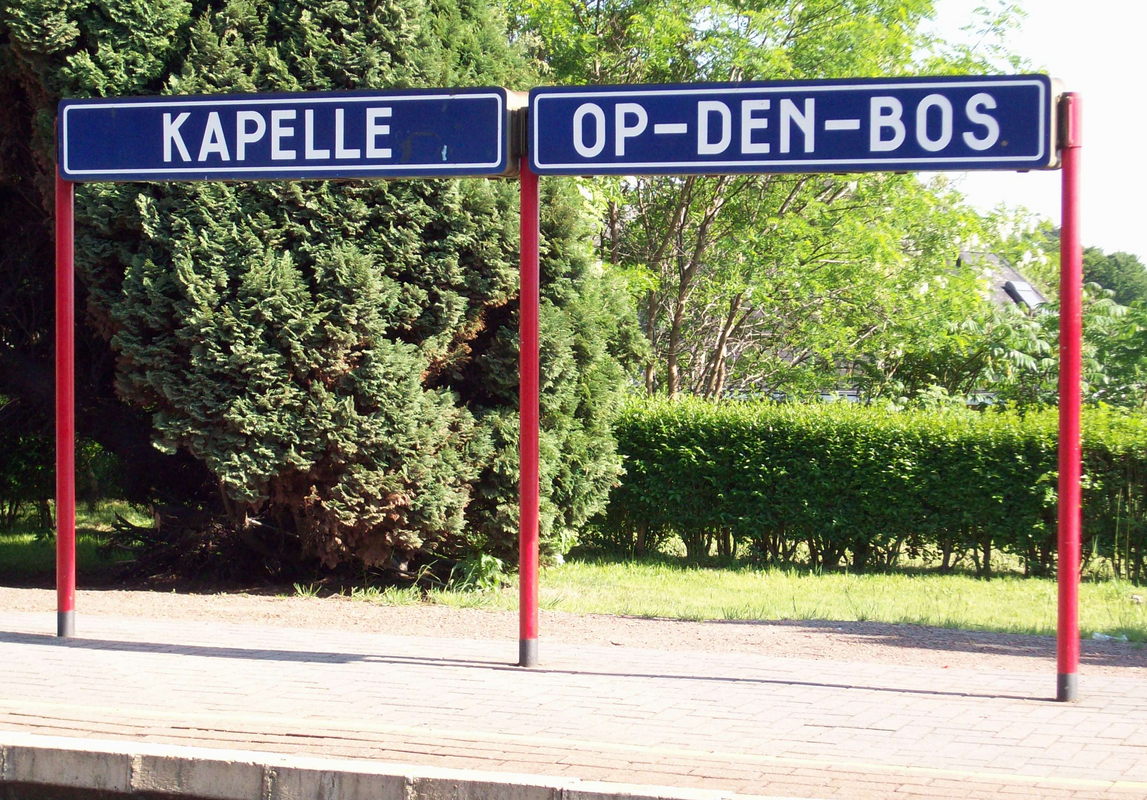
Panneau de quai.